# Taiwanaphis nothofagi
Taiwanaphis nothofagi är en insektsart. Taiwanaphis nothofagi ingår i släktet Taiwanaphis och familjen långrörsbladlöss. Inga underarter finns listade i Catalogue of Life.